# Drahoňův Újezd
Drahoňův Újezd är en ort i Tjeckien.   Den ligger i regionen Plzeň, i den centrala delen av landet, 50 km väster om huvudstaden Prag. Drahoňův Újezd ligger 413 meter över havet och antalet invånare är 146.
Terrängen runt Drahoňův Újezd är platt åt sydost, men åt nordväst är den kuperad. Runt Drahoňův Újezd är det ganska tätbefolkat, med 80 invånare per kvadratkilometer. Närmaste större samhälle är Rokycany, 17,6 km sydväst om Drahoňův Újezd. I omgivningarna runt Drahoňův Újezd växer i huvudsak blandskog.